# Локате-ді-Трьюльці
Локате-ді-Тріюльці (італ. Locate di Triulzi) — муніципалітет в Італії, у регіоні Ломбардія,  метрополійне місто Мілан.
Локате-ді-Тріюльці розташоване на відстані близько 470 км на північний захід від Рима, 13 км на південь від Мілана.
Населення — 9995 осіб (2014).
Щорічний фестиваль відбувається 8 травня. Покровитель — святий Віктор.

## Демографія
Населення за роками:

Станом на 1 січня 2023 року в муніципалітеті офіційно проживало 1269 іноземців з 72 країн, серед них 243 громадяни країн Євросоюзу та 34 громадяни України.

## Сусідні муніципалітети
- Карп'яно
- Опера
- П'єве-Емануеле
- Сан-Донато-Міланезе
- Сан-Джуліано-Міланезе
- Сіціано